# Hertzogville
Hertzogville est une petite ville située dans la province de l'Etat Libre en Afrique du Sud. Baptisée en l'honneur du général James Barry Munnik Hertzog, elle est située à 110 km au nord-est de Kimberley et à 139 km au nord-ouest de Bloemfontein.

## Historique
Hertzogville a été fondée en 1915 sur la ferme Donkerfontein. Elle a acquis le statut de municipalité en 1924. 

## Démographie
Selon le recensement de 2011, Hertzogville compte 978 résidents principalement issus de la communauté noire (63%) et de la communauté blanche (33%). Les habitants de la ville sont à 41 % de langue maternelle setswana et à 33% de langue maternelle afrikaans.
La banlieue de Hertzogville comprend le township de Malebogo, 8 445 habitants (97 % de noirs), ce qui en fait la plus dense localité de la localité d'Hertzogville peuplée au total de 9 423 habitants à majorité noire (93,5%) (pour 3,5% de blancs) et de langue setswana (62,8%).

## Économie
Herzogville est une petite ville agricole qui vit de l'élevage de bovins et de moutons. Le maïs, le blé et les arachides sont les principales cultures. 